# Chevigny-Saint-Sauveur
Chevigny-Saint-Sauveur är en kommun i departementet Côte-d'Or i regionen Bourgogne-Franche-Comté i östra Frankrike. Kommunen ligger i kantonen Dijon 2e Canton som tillhör arrondissementet Dijon. År 2022 hade Chevigny-Saint-Sauveur 10 895 invånare.

## Befolkningsutveckling
Antalet invånare i kommunen Chevigny-Saint-Sauveur
Referens:INSEE